# Xã Des Moines River, Quận Murray, Minnesota
Xã Des Moines River (tiếng Anh: Des Moines River Township) là một xã thuộc quận Murray, tiểu bang Minnesota, Hoa Kỳ. Năm 2010, dân số của xã này là 133 người.